# 谷川清美
谷川 清美（たにがわ きよみ、1967年12月12日 - ）は、日本の女優。徳島県鳴門市出身。射手座。身長157cm。

## 略歴・人物
多摩芸術学園演劇科（現・多摩美術大学）卒業。1989年、円・演劇研究所に入所し、1992年に演劇集団 円の劇団員に昇格。以降は舞台、テレビドラマを中心に活躍している。また、橋爪功に替わり演劇集団 円代表取締役を務めている。
特技はクラシックバレエ、和太鼓、篠笛、ピアノ（1992年当時公表されていたプロフィールによる）。

## 出演

### テレビドラマ
- ウーマンドリーム（1992年、フジテレビ）
- 月曜ドラマスペシャル「刑事野呂盆六 完全犯罪の女」（1993年、TBS）
- 花王ファミリースペシャル「夫が逃げた」（1995年、フジテレビ）
- 連続テレビ小説 春よ、来い（1995年、NHK）
- 家族〜あなたは父を愛せますか（1995年、NHK）
- 金曜エンタテイメント「鍵師3」（1995年、フジテレビ）
- 月曜ドラマスペシャル「消えた看護婦」（1995年、TBS）
- いらっしゃい（1995年、NHK）
- 風の刑事・東京発!（1996年、テレビ朝日）
- 花王愛の劇場「ラブの贈りもの2」(1997年、TBS)
- 坊ちゃん教授の事件簿 四国道後殺人事件（1997年、フジテレビ） - 吉本育美 役
- ゆずれない夜（1997年、フジテレビ）
- 御家人斬九郎 第4シリーズ 第7話「武者修行」（1999年、フジテレビ / 映像京都） - 奈々江 役
- 小市民ケーン（1999年、フジテレビ）
- 連続テレビ小説 あすか（1999年、NHK）
- 土曜ワイド劇場
  - 「少年被疑者」（2000年、テレビ朝日）
  - 「ヤメ検の女3」（2012年、朝日放送） - 北山光子 役
  - 「火災調査官・紅蓮次郎13」（2012年、テレビ朝日） - 飯塚美佐 役
- 私を旅館に連れてって（2001年、フジテレビ）
- 3年B組金八先生（2001年、TBS）
- 女と愛とミステリー「喪失ーある殺意のゆくえ」（2002年、テレビ東京）
- 女と愛とミステリー「監察医・篠宮葉月 死体は語る3」（2003年、テレビ東京）
- 火曜サスペンス劇場「弁護士朝日岳之助〜墜ちた向日葵」（2003年、日本テレビ）
- 愛の家〜泣き虫サトと7人の子〜（2003年、NHK）
- 菊亭八百善の人びと（2004年、NHK）
- 愛し君へ（2004年、フジテレビ）
- どんまい!（2005年、NHK）
- 任侠ヘルパー（2009年、フジテレビ）
- 娼婦と淑女（2010年、東海テレビ）
- 警視庁継続捜査班 第7話（2010年9月、テレビ朝日）
- とんび（2012年、NHK）
- 島の先生（2013年、NHK） - 時任伊沙子 役
- 絶対零度〜未然犯罪潜入捜査〜 第1話（2018年、フジテレビ） - 高山啓子 役
- いつかこの雨がやむ日まで（2018年） - 谷川薫子 役
- 連続テレビ小説 半分、青い。（2018年、NHK） - 担任の先生 役[4]
- 金曜ドラマ メゾン・ド・ポリス 第1話（2019年、TBS） - 薗田聖子 役

### ラジオドラマ
- 青春アドベンチャー（NHK-FM）
  - 『谷川俊太郎の詩と旅する　ことのはワンダーランド』（2021年3月1日 - 12日）[5] -  空子 役
  - 『女だてら』（2021年6月28日 - 7月16日）[6]
- FMシアター（NHK-FM）
  - 『心得』（2023年12月9日）[7]
  - 『アディショナルタイム』（2025年1月11日）[8] - 原さんの妻 役

### 映画
- クイール（2004年）
- 明日へ 戦争は罪悪である（2017年）
- おしゃべりな写真館（2024年10月11日） - 中井咲子 役[9]

### 吹き替え
- 騎馬警官
- ゴーストシップ（エップス：ジュリアナ・マルグリーズ）
- シャンドライの恋
- チャームド
- デンジャラス・ビューティー2（サム・フラー：レジーナ・キング）※DVD版
- ノッティングヒルの恋人

### 劇場アニメ
- サマーウォーズ （2009年）篠原雪子役[10]

### 舞台
※ 詳細については 公式プロフィール を参照。
- 東京サンシャインボーイズの「罠」（1994年 - 1995年、新宿シアタートップス 他）
- 40カラット（2013年、大阪松竹座・東京芸術劇場）
- メイジー・ダガンの遺骸（2024年11月30日 - 12月8日、新宿シアタートップス）[11]
- PARCO PRODUCE 2025 東京サンシャインボーイズ復活公演「蒙古が襲来 Mongolia is coming」（2025年2月9日 - 3月2日、PARCO劇場 他）[12][13]